# Chronologie des faits économiques et sociaux dans les années 1680
Chronologie de l'économie
Années 1670 - Années 1680 - Années 1690

## Événements
- 1680 : 
  - crise monétaire en Espagne : 95 % de la circulation monétaire est assurée par le vellon, pièce en alliage d’argent et de cuivre. La prime de l’argent sur le cuivre atteint 275 %[1]. Le gouvernement finit par réduire le vellon au quart de sa valeur, ce qui entraîne une chute des prix de 45 % (novembre). Ce retour à la monnaie saine s’accompagne d’un assainissement fiscal : les arriérés depuis 1673 sont effacés, l’affermage des impôts remplacé par la répartition, ce qui permet d’atténuer la pression fiscale dès 1684.
  - 3000 métiers dans l’industrie des soieries à Venise (seulement 60 en 1792)[2].
  - la Barbade exporte 10 000 tonnes de sucre[3].
  - premières plantation de canne à sucre dans la partie occidentale de Saint-Domingue dans la plaine de Léogâne par des colons français (6 000 habitants)[4].
- Vers 1680 :
  - importance grandissante des étrangers dans l’économie russe ; mines de cuivres d’Olonets (Denis Jovis, Hollandais et Pierre Marselis, Danois), forges de Kalouga (Tilmann Ackerman, Allemand), fabrique de miroirs à Moscou (Mignot, Français). Le personnel technique est recruté à l’étranger[5].
  - développement dans l’intérieur du Brésil de grandes fazendas d’élevage[6].
- 1681 :
  - première patente de corvée en Bohême ; elle est limitée à trois jours par semaine sauf pendant les travaux saisonniers[7].
  - Londres est éclairée par des lampes à l'huile[8].
- 1681-1683 : reconstruction de la manufacture impériale de porcelaine de Jingdezhen au Jiangxi[9]. Apogée de l’art de la porcelaine en Chine[10].
- 1681-1685 :  de 50 000 à 80 000 huguenots français s’exilent en Angleterre à la suite des dragonnades et de la révocation de l'édit de Nantes. La moitié d'entre eux s'installe dans la région de Londres dans les quartiers de Soho et de Spitalfields, où ils montent des ateliers d'horlogerie et de travail de la soie[11].
- 1681-1700 : la production moyenne annuelle d’argent de l’Amérique espagnole est de 306 tonnes[12].
- 1682 : la culture du maïs est attestée en Hongrie[13].
- 1684-1685 : épidémie de peste en Espagne[14].
- 1685 :
  - en Chine, l'empereur Kangxi ouvre quatre postes douaniers pour développer le commerce international à Guangzhou (Guangdong), Zhangzhou (Fujian), Ningbo (Zhejiang), Yuntaishan (Jiangsu)[15]. Les navires mandchous affluent à Nagasaki au Japon.
  - le Brésil produit 30 000 tonnes de sucre par an, les Antilles britanniques en produisent 25 000 tonnes, les Antilles françaises 10 000 tonnes[16]. La baisse du prix des esclaves après la fin Brésil hollandais favorise le recours à cette main-d’œuvre, plus avantageuse que celle des  « engagés »[17].
- 1685-1690 : la culture du riz est introduite en Caroline du Sud par le docteur Henry Woodward[18].
- 1686 :
  - peste et famine dans l’Empire ottoman[19].
  - la flotte marchande anglaise , en forte croissance depuis un siècle, est estimée à 340 000 tonnes (67 000 tonnes en 1582, 115 000 en 1629)[20].
- 1687 : William Petty rédige un Traité sur l’Irlande. Il estime que les tenanciers irlandais sont mieux habillés que les paysans de France. Il évalue la population de l’île à 800 000 Irlandais et 300 000 Anglais et Écossais, lesquels bénéficient d’un sort meilleur, mais, selon lui, un quart des Irlandais de souche vit convenablement[21].
- 1687-1771 : sur les 6 000 habitants de Boston, un millier sont propriétaires et une cinquantaine (1 % de la population totale) possèdent 25 % des richesses. En 1770, ce même 1 % de la population a encore doublé sa richesse, pour en détenir 44 %. Parallèlement, à mesure que la population de Boston s’accroît, entre 1687 et 1770, la proportion d’adultes mâles qui vit dans la misère passe de 14 % à 29 %[22].
- 1688 :
  - cadastre au Danemark, permettant d’augmenter l’impôt foncier[23].
  - des souscripteurs commencent à se réunir à la Lloyd's Coffee House à Londres, c'est le début des compagnies d'assurance modernes[24].
  - la Glorieuse Révolution du nouveau roi Guillaume III est financée par la puissante famille juive séfarade hollandaise de Francisco Lopes Suasso (en)[25]. Une communauté séfarade s'installe à Londres, rejointe à partir des années 1690 par des Juifs ashkénazes venus d'Europe centrale et orientale[26].
- 1688-1689 : reprise du mouvement des enclosures en Angleterre après la Glorieuse Révolution[27].

### France
- 1677-1691 : Louvois, secrétaire d’état à la Guerre, réorganise l’entretien et le recrutement des armées. Des milices provinciales sont instituées (1688), portant l’effectif à 300 000 hommes, des écoles militaires sont créées (1682)[28],[29].
- 1680 : introduction de la bonneterie au métier à Nîmes (bas de soie). Elle progresse rapidement dans la région : 870 métiers en 1706, 1100 en 1711,  3200 en 1734, 9000 en 1782[30].
- 1681 : ouverture du canal des Deux Mers[31]. Exportation de picardan de Sète vers la Hollande.
- 1681-1687 : série de bonnes récoltes. Baisse du prix du blé[32].
- 1681-1683 : les intendants provinciaux veillent à empêcher l’endettement des villes et des villages, pour faciliter le paiement de l’impôt royal. Ils établissent ainsi une tutelle administrative sur les dépenses édilitaires[33].
- 1683 :
  - le stock monétaire français (500 millions de livres) équivaut à 10,3 % du stock européen. Cette masse monétaire va décliner dans les décennies suivantes[33].
  - à la mort de Colbert, sa politique de développement économique et manufacturier lui survit jusqu’à la guerre de la Ligue d'Augsbourg, qui contraint le pouvoir à une lourde fiscalité de guerre[34].
- 1686-1690 : d'après l'enquête du recteur Louis Maggiolo (1877-1879), 14 % des femmes et 29 % des hommes sont alphabétisés[35].
- 1688 :
  - institution des milices provinciales. Elle permet de lever plus de 25 000 auxiliaires dans les paroisses rurales[36].
  - la flotte marchande est passée de 200 à 500 navires et de 150 000 à 240 000 tonneaux depuis 1660[33].
- 1688-1697 : fiscalité de guerre[37].

## Démographie
- 1680 : 
  - 20 000 habitants à Berlin (90 000 en 1740)[38]. Plus de 500 000 habitants à Paris[33].
  - en Angleterre, le taux de mortalité annuel est de 35 ‰ (il tombe à 25 ‰ en 1810)[21].
- Après 1680 : reprise de la natalité en Espagne après une dépression démographique depuis 1650[39].
- 1680-1786 : deux millions d'esclaves africains ont été transportés d'Afrique vers les colonies anglaises d'Amérique et des Antilles. 800 000 esclaves africains sont déportés vers Saint-Domingue et Hispaniola jusqu'en 1776[40].
- 1681 :
  - Batavia compte 2 188 Européens sur 30 598 habitants[41].
  - la Nouvelle-France (Canada) compte environ 10 000 Français (15 000 vers 1700)[42].
- 1682 : la Nouvelle-Angleterre compte 120 000 habitants d'origine européenne[43] ; 200 000 en 1689.
- 1682-1725 : sous Pierre le Grand la Russie compte de 12 à 13 millions d’habitants[44].
- 1685 : 21,8 millions d’habitants dans les frontières actuelles de la France.
- 1686 : il y a 7 000 habitants en Pennsylvanie. La colonie attire bon nombre de protestants allemands et français ayant choisi l’exil après la révocation de l'édit de Nantes.
- 1686 : la population de Milan retrouve son niveau d'avant la peste de 1630 avec 125 829 habitants[45]